# Anaïs Nin
Anaïs Nin (født 21. februar 1903, død 14. januar 1977) var en fransk forfatter. 
Da hun var 11 år gammel, forlod hendes far, en spansk pianist, familien til fordel for en anden kvinde. Anaïs rejste fra Paris til USA med sin strengt katolske, fransk-danske mor Rosa Culmell Nin og sine to yngre brødre. På rejsen påbegyndte Anaïs Nin et brev til sin far, der senere blev grundlaget for hendes verdensberømte dagbøger.
Hun fik ingen formel skoleuddannelse, men arbejdede som model og danser. Som ganske ung blev hun gift med bankmanden Hugo Parker Guiler, hvis løn tillod hende at leve et luksuriøst liv. Ud over sine dagbøger er Anaïs Nin særligt kendt for sine erotiske noveller Venusdeltaet og De små fugle. 
Hun var gift med Hugh Parker Guiler og Rupert Pole, og havde flere affærer, bl.a. med forfatteren Henry Miller og fætteren Eduardo Sanchez.
Hun døde i Californien i 1977.